# Zakružovačka

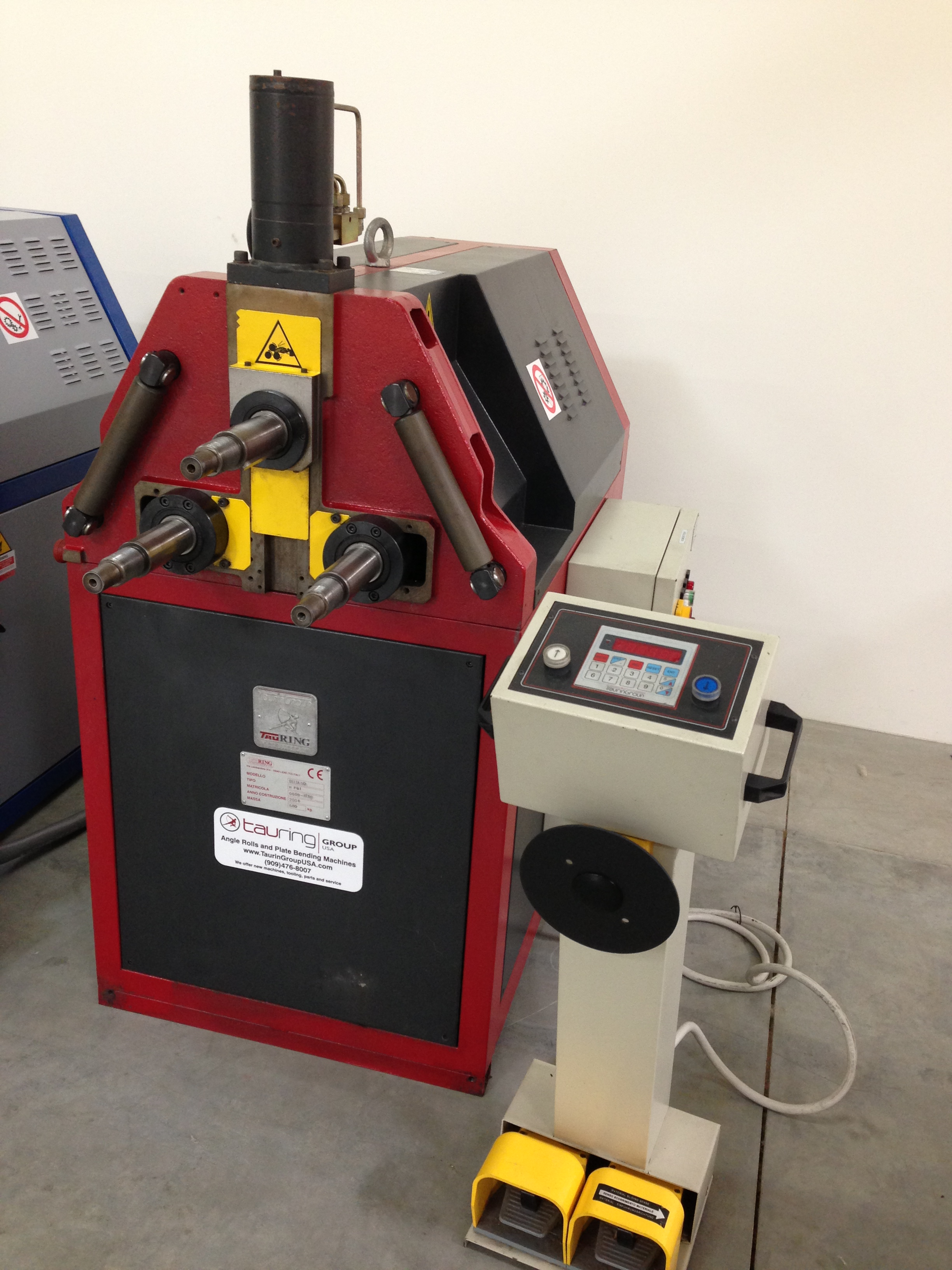
Příklad zakružovačky

Zakružovačka je tvářecí stroj. Zakružovačky se dělí na zakružovačky profilů, zakružovačky plechu, případně na motorové a ruční zakružovačky. Zakružovačky profilů (obrázek) jsou určeny na zakružování (zkružování) různých profilových materiálů do tvaru kruhů, oblouků a spirál. Zakružovačky plechu jsou určeny pro zakružování ocelových, případně jiných plechů do tvaru válce (např. okapové roury), ale i kónusu. Zakružování je specifický způsob ohýbání plechu do rotačních tvarů.